# Objeto libre
En las matemáticas, uno de los conceptos fundamentales del álgebra abstracta es la idea del objeto libre. De manera informal, un objeto libre sobre un conjunto A puede pensarse como la estructura algebraica "genérica" sobre A, deducida a partir de su definición: las únicas ecuaciones que se cumplen entre sus elementos son aquellas que se derivan de los axiomas de la estructura algebraica.  Son ejemplo los  grupos libres,  álgebras tensoriales, o retículos libres.
Forma parte del álgebra universal, puesto que se relaciona a todos los tipos de estructura algebraica (con operaciones  finitas). También se puede formular en términos de la teoría de categorías.

## Definición
Los objetos libres son la generalización directa a teoría de categorías de la noción de base en un espacio vectorial. Una transformación lineal u : E1 → E2 entre espacios vectoriales esta totalmente determinada por sus valores en una base de E1. De manera inversa, una función u : B1 → E2 definida en una base de E1 puede extenderse de manera única a una transformación lineal. La siguiente definición es una traducción de este hecho a cualquier categoría. 
Sea C una categoría, B un conjunto denominado base, F ∈ C un objeto y i : B → F una función llamado el encaje canónico. Se dice que F es un objeto libre sobre la base B (con respecto al encaje canónico i) si y solo si satisfacen la siguiente propiedad universal:
Para cualquier objeto O y cualquier función f : B → O, existe un único morfismo {\displaystyle {\tilde {f}}:F\to O} tal que {\displaystyle f={\tilde {f}}\circ i}. Es decir, que hace conmutar el siguiente diagrama,  
Sin embargo, hay algunos abusos de notación en la definición de arriba. En la teoría de categorías no hay funciones, solo morfismos. Por lo tanto la función i : B → F no está bien definida. Las funciones son morfismos entre conjuntos, por lo que la definición debió de haber sido escrita usando el funtor que olvida que transforma un objeto a su conjunto subyacente. De esta manera el funtor libre que construye el objeto libre F de un conjunto B se convierte en el adjunto izquierdo de funtor que olvida.

## Ejemplos
Dos pasos proceden en la creación de un objeto libre. Para álgebras que cumplen la ley asociativa, el primer paso consta de considerar de la colección de todas las posibles palabras de un alfabeto. En el segundo paso se define una relación de equivalencia a las cadenas de caracteres, donde las relaciones son las relaciones que definen al objeto algebraico que se está manejando. El objeto libre consta de las clases de equivalencia.
Considera, por ejemplo, la construcción del grupo libre en dos generadores. Empieza uno con un alfabeto que consiste de cinco elementos {\displaystyle \{e,a,b,a^{-1},b^{-1}\}}. En el primer paso, todavía no se le ha asignado un significado a las "palabras" {\displaystyle a^{-1}} o {\displaystyle b^{-1}}; estas serán dadas posteriormente, en el segundo paso. Por lo que uno podría empezar de igual manera con un alfabeto de cinco letras arbitrarias {\displaystyle S=\{a,b,c,d,e\}}. En este ejemplo, el conjunto de todas las palabras o cadenas de caracteres {\displaystyle W(S)} incluye palabras como "aebecede" o "aa", de cualquier longitud, y con todas las letras ordenadas de cualquier manera posible.
En el siguiente paso, le impone uno una relación de equivalencia al conjunto {\displaystyle W(S)}. La relación de equivalencia para un grupo es la inducida por las relaciones {\displaystyle ge=eg=g}, esto es la multiplicación por la identidad, y la multiplicación por el inverso: {\displaystyle gg^{-1}=g^{-1}g=e}. Si aplicamos estas relaciones a las palabras de arriba uno obtiene: 
{\displaystyle aebecede=aba^{-1}b^{-1}}
En donde c se interpreta como {\displaystyle a^{-1}}, y d como {\displaystyle b^{-1}}, mientras que e es el neutro. 
Si denotamos a la relación de equivalencia por {\displaystyle \sim }, el objeto libre es la colección de las clases de equivalencia de las palabras. En este ejemplo, el grupo libre en dos generadores es el cociente:
{\displaystyle F_{2}=W(S)/\sim }
Que se escribe comúnmente como: 
{\displaystyle F_{2}=W(S)/E}
donde
{\displaystyle W(S)=\{a_{1}a_{2}\ldots a_{n}\,\vert \;a_{k}\in S\,;\,n{\mbox{ finito }}\}}
es el conjunto de todas las palabras, y,
{\displaystyle E=\{a_{1}a_{2}\ldots a_{n}\,\vert \;e=a_{1}a_{2}\ldots a_{n}\,;\,a_{k}\in S\,;\,n{\mbox{ finito }}\}}
es la clase de equivalencia de la identidad.
Un ejemplo más simple es el de monoide libre. Un monoide libre sobre un conjunto X, es el monoide de todas las  palabras que tienen a X como alfabeto, con la concatenación de las palabras como la operación. La identidad es la palabra vacía. En esencia, el monoide libre simplemente es el conjunto de todas las palabras sin ninguna relación de equivalencia. Este ejemplo se desarrolla más a fondo en el artículo de estrella de Kleene.

### Caso General
En el caso general, las relaciones algebraicas no necesariamente son asociativas. De ser este caso, el punto de inicio no es el conjunto de todas las palabras, sino el conjunto de las palabras separadas por paréntesis, que se utilizan para indicar la agrupación no asociativa de las letras. Tal palabra podría ser representada por un árbol binario o una magma libre; las hojas de los árboles son las letras del alfabeto.
Las relaciones algebraicas serían entonces relaciones finitas sobre las hojas del árbol. En vez de empezar con la colección de todas las posibles palabras con paréntesis, podría ser más conveniente empezar con el universo de Herbrand. Enumerar o describir propiamente los contenidos de un objeto libre puede ser fácil o difícil, dependiendo de la estructura algebraica del objeto en cuestión. Por ejemplo, el grupo libre en dos generadores puede ser fácilmente descrito. Sin embargo, para contrastar, se sabe poco o nada acerca de la estructura del  álgebra de Heyting libre de más de un generador.El problema de determinar si dos palabras pertenecen a la misma relación de equivalencia se conoce como el problema de las palabras.
Como lo sugieren los ejemplos, los objetos libres parecen construcciones de la sintaxis; pero uno puede revertir esto, hasta cierto grado, diciendo que la mayoría de los usos de la sintaxis se pueden explicar y caracterizar como objetos libres, de tal forma que haga explicable la aparente puntuación exagerada.

## Álgebras Universales Libres
Sea {\displaystyle S} un conjunto, y {\displaystyle \mathbf {A} } una estructura algebraica de tipo {\displaystyle \rho } generado por {\displaystyle S}. Sea {\displaystyle \mathbf {A} } el conjunto subyacente la  estructura algebraica {\displaystyle \mathbf {A} }, que a veces es llamado universo, y {\displaystyle \psi :S\longrightarrow A} una función. Decimos que {\displaystyle (}{\displaystyle A},{\displaystyle \psi )} es un álgebra libre (de tipo {\displaystyle \rho }) sobre el conjunto {\displaystyle S} de generadores libres si, para cada álgebra {\displaystyle \mathbf {B} } de tipo {\displaystyle \rho } y todo morfismo {\displaystyle \tau :S\longrightarrow B}, donde {\displaystyle B} es un universo de {\displaystyle \mathbf {B} }, existe un único morfismo {\displaystyle \sigma :A\longrightarrow B} tal que {\displaystyle \sigma \psi =\tau }.

## Funtor Libre
El escenario más general para un objeto libre es en la teoría de categorías, donde se puede definir un funtor, llamado funtor libre, como el adjunto izquierdo de un funtor de olvido.
Considere una categoría C de estructuras algebraicas, que podrían pensarse como conjuntos con operaciones obedeciendo ciertas leyes. Esta categoría tiene un funtor, {\displaystyle U:\mathbf {C} \to \mathbf {Set} } llamado funtor de olvido, que envíaría cada objeto y morfismo de C a Set, la categoría de conjuntos. El funtor de olvido se comporta de manera muy sencilla: simplemente ignora las operaciones y enviaría cada estructura algebraica a su conjunto subyacente y cada morfismo a su función equivalente entre conjuntos.
El funtor libre F, cuando existe, es el funtor adjunto de U. Esto es, {\displaystyle F:\mathbf {Set} \to \mathbf {C} } lleva conjuntos X en Set a su objeto libre correspondiente F(X) en la categoría C. El conjunto X puede pensarse como el conjunto de "generadores" del objeto libre F(X).
Para que el funtor libre sea adjunto izquierdo, uno debe de tener también un morfismo en C' {\displaystyle \eta :X\to U(F(X))\,\!}. De manera explícita, F está, salvo isomorfismo en C, caracterizado por la siguiente propiedad universal:
Para toda A álgebra en C, y g:X→U(A) función (un morfismo en la categoría de los conjuntos), existe un único morfismo en C h: F(X)→A tal que U(h)oη = g.
Concretamente, este manda un conjunto en un objeto libre sobre ese conjunto; es la "inclusión de una base". Abusando de la notación, {\displaystyle X\to F(X)}.
Se llama unidad a la transformación natural {\displaystyle \eta :\operatorname {id} _{\mathbf {Con} }\to UF}. Junto con la counidad {\displaystyle \varepsilon :FU\to \operatorname {id} _{\mathbf {C} }}, se puede construir una T-álgebra, y por lo tanto una mónada. Esto nos llevaría a la siguiente observación: el funtor libre existe cuando C es una mónada sobre Set.

### Existencia
Hay algunos teoremas generales de existencia del funtor libre; el más básico de ellos nos asegura que
Siempre que C sea una variedad, entonces para todo conjunto X hay un objeto libre F(X) en C.
Aquí, una variedad es un sinónimo de una categoría algebraica finitista, lo que nos dice que el conjunto de relaciones son finitistas, y algebraico por ser una mónada sobre Con.

### Caso General
De otras maneras de "olvidar" se derivan objetos que se parecen a los objetos libres, en cuanto que son adjuntos de un funtor que olvida, que no necesariamente tiene como contradominio a Con.
Por ejemplo la construcción del álgebra tensorial sobre un espacio vectorial es el adjunto izquierdo del funtor sobre álgebras asociativas que ignora la estructura algebraica. Por esto es comúnmente llamada un álgebra libre.
Muy parecido son los ejemplos de  álgebras simétricas y  álgebras exteriores que son álgebras libres simétricas y anti-simétricas sobre un espacio vectorial.

## Lista de objetos libres
Los tipos específicos de objetos libres incluyen:
- Álgebra libre
  - Álgebra asociativa libre
  - Álgebra conmutativa libre
- Grupo libre
  - Grupo abeliano libre
- Retícula libre
  - Álgebra Boleana libre
  - Álgebra de Heyting libre
- Álgebra de Lie libre
- Magma libre
- Módulo libre
- Monoide libre
- Anillo libre
- Semigrupo libre
- Semianillo libre
- Conjunto generador

- Datos: Q5500272